# Lotsklobben
Lotsklobben är en ö i Finland.   Den ligger i den ekonomiska regionen  Sydösterbotten och landskapet Österbotten, i den sydvästra delen av landet, 290 km nordväst om huvudstaden Helsingfors. Arean är 0,32 kvadratkilometer.
Terrängen på Lotsklobben är mycket platt. Den sträcker sig 2,0 kilometer i nord-sydlig riktning, och 0,6 kilometer i öst-västlig riktning.